# Above Rocks
Above Rocks är en ort i Jamaica.   Den ligger i parishen Parish of Saint Catherine, i den östra delen av landet, 15 km nordväst om huvudstaden Kingston. Above Rocks ligger 290 meter över havet och antalet invånare är 3 263.
Terrängen runt Above Rocks är kuperad. Runt Above Rocks är det mycket tätbefolkat, med 1 573 invånare per kvadratkilometer. Närmaste större samhälle är Kingston, 15,0 km sydost om Above Rocks. I omgivningarna runt Above Rocks växer i huvudsak städsegrön lövskog.